# Breidenassel
Breidenassel ist ein Ortsteil von Marialinden in der Stadt Overath im Rheinisch-Bergischen Kreis in Nordrhein-Westfalen, Deutschland.

## Lage und Beschreibung
Breidenassel liegt an der Kreisstraße 27 (Vilkerather Straße) in landwirtschaftlich geprägter Umgebung. Neben modernen Einzelhäusern und bergischen Fachwerkbauten existiert ein Bauernhof, auf dem Milchwirtschaft betrieben wird. Naturräumlich betrachtet gehört Breidenassel zum schützenswerten Marialinder Riedelland, das wiederum zu den Agger-Sülz-Hochflächen gehört.

## Geschichte
Die Topographia Ducatus Montani des Erich Philipp Ploennies, Blatt Amt Steinbach, belegt, dass der Ort 1715 ein Freihof war, der Bretenasel genannt wurde. Carl Friedrich von Wiebeking benennt die Hofschaft auf seiner Charte des Herzogthums Berg 1789 als Breitenasel. Aus ihr geht hervor, dass der Ort zu dieser Zeit Teil der Honschaft Miebach im Kirchspiel Overath war.
Der Ort ist auf der Topographischen Aufnahme der Rheinlande von 1817 als Breitenassel verzeichnet. Die Preußische Uraufnahme von 1845 zeigt den Wohnplatz unter dem Namen Breitenassel. Ab der Preußischen Neuaufnahme von 1892 ist der Ort auf Messtischblättern regelmäßig als Breidenassel verzeichnet.
1822 lebten 18 Menschen im als Hof kategorisierten und Breitenassel genannten Ort, der nach dem Zusammenbruch der napoleonischen Administration und deren Ablösung zur Bürgermeisterei Overath im Kreis Mülheim am Rhein gehörte. Für das Jahr 1830 werden für den als Hof bezeichneten Ort 21 Einwohner angegeben. Der 1845 laut der Uebersicht des Regierungs-Bezirks Cöln als Breitenassel bezeichnete und ebenfalls als Hof kategorisierte Ort besaß zu dieser Zeit fünf Wohngebäude mit 27 Einwohnern, alle katholischen Bekenntnisses. Die Gemeinde- und Gutbezirksstatistik der Rheinprovinz führt Breidenassel 1871 mit vier Wohnhäusern und 27 Einwohnern auf. Im Gemeindelexikon für die Provinz Rheinland von 1888 werden für Breidenassel drei Wohnhäuser mit 23 Einwohnern angegeben. 1895 besitzt der Ort vier Wohnhäuser mit 16 Einwohnern und gehörte konfessionell zum katholischen Kirchspiel Marialinden, 1905 werden drei Wohnhäuser und 19 Einwohner angegeben.

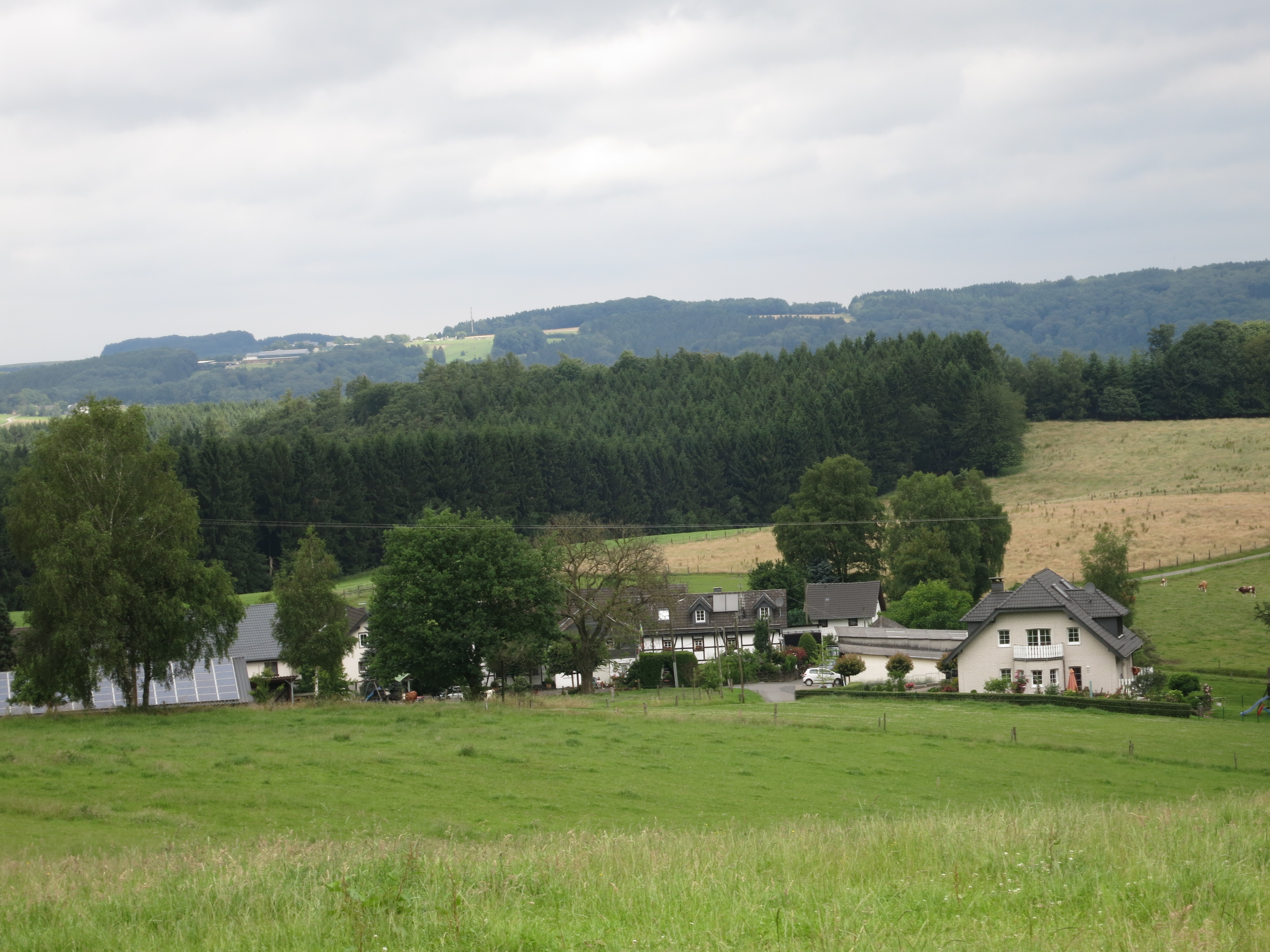
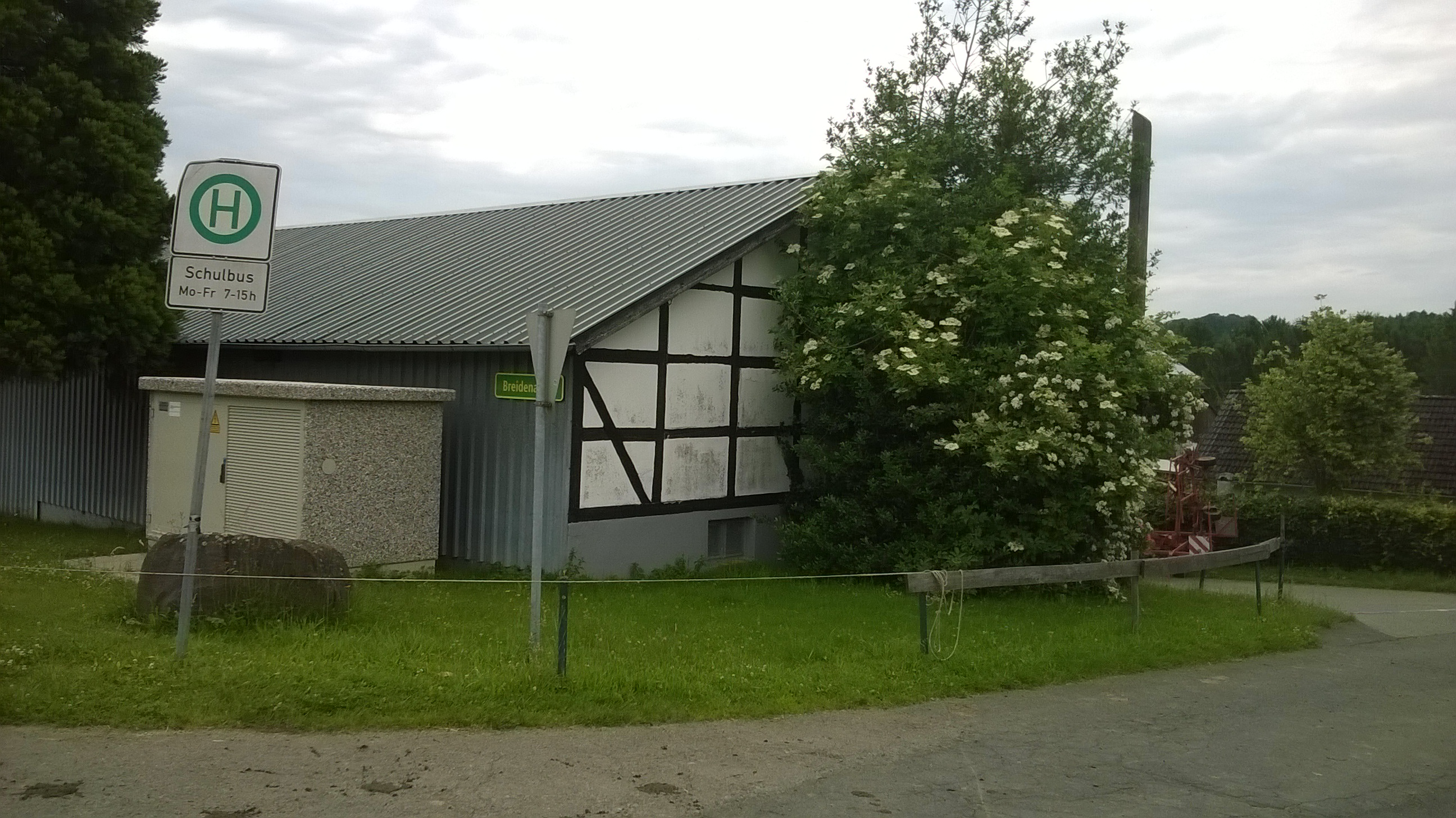
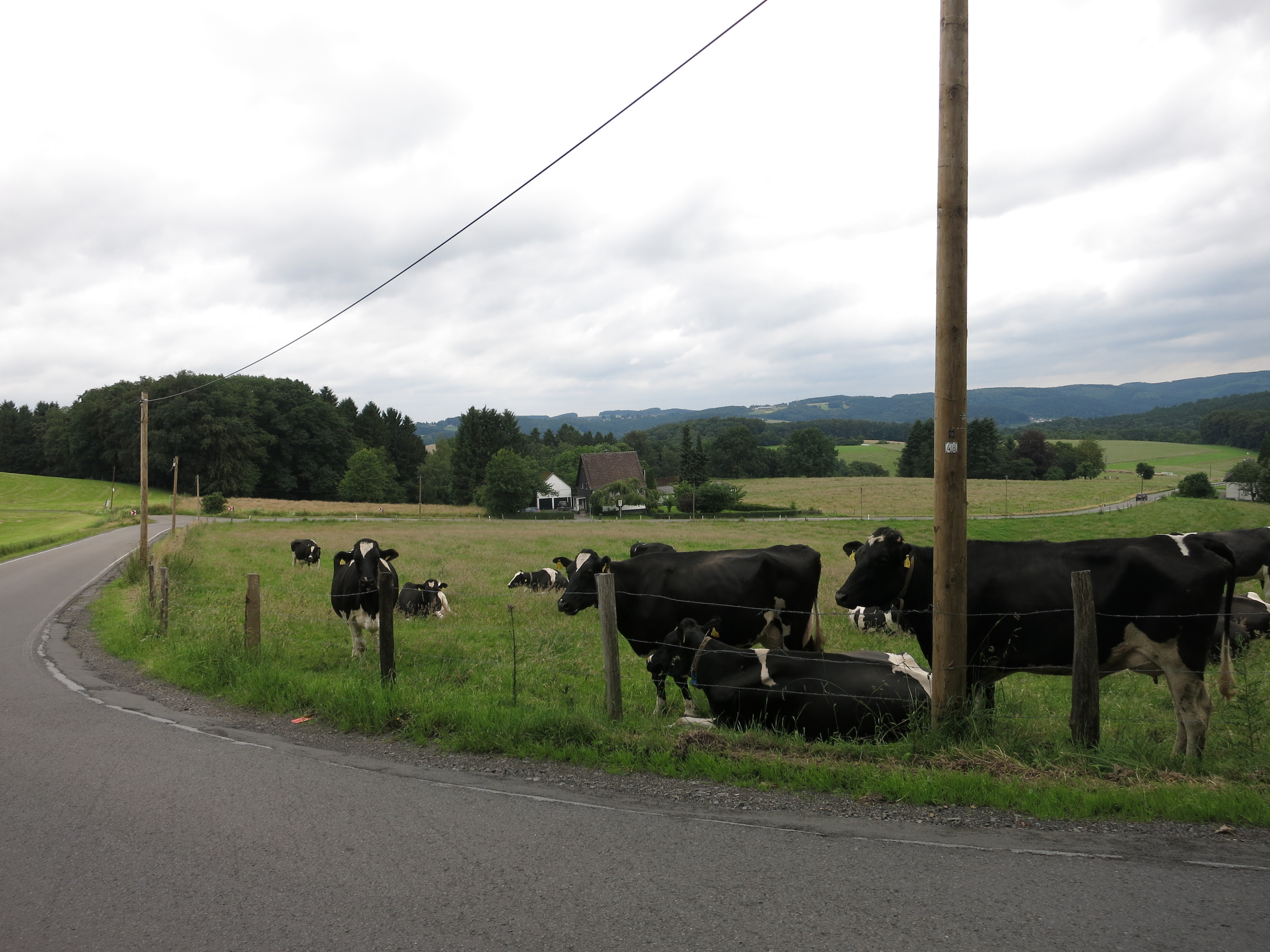
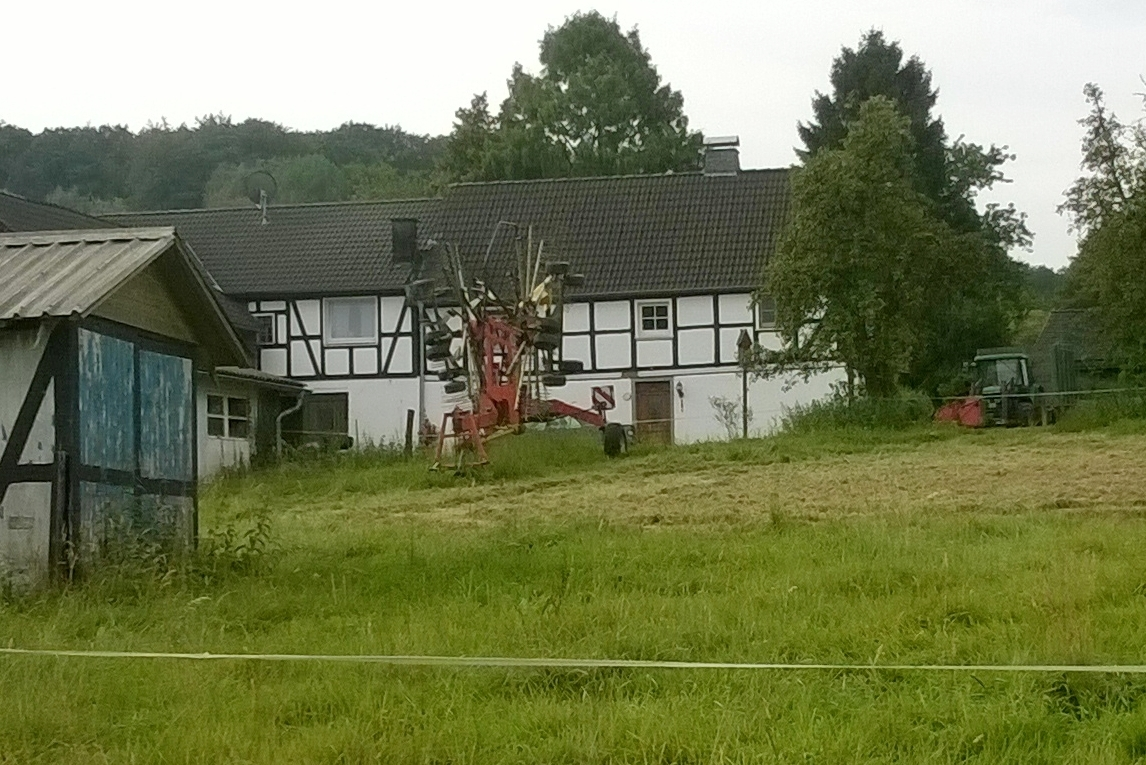